# Ed (program)
 For alternative betydninger, se Ed. (Se også artikler, som begynder med Ed)
Programmet ed var det eneste tekstredigeringsprogram (editor) i de tidligste udgaver af UNIX, og i POSIX-standarden er det et at de programmer, der skal være tilgængelige for at et system overholder denne standard. For at spare computerressourcer lavede Ken Thompson ed  meget minimalistisk. Når programmet forventer input, vises et ?. Dette gælder uanset, om den tidligere instruktion blev udført, eller den resulterede i en fejl. ed er linjeorienteret, så man kan indsætte eller slette et helt antal linjer, men ikke en vilkårlig tekstblok. Som udgangspunkt er ed i kommandotilstand og kan således modtage instruktioner om, hvordan teksten skal ændres. Hvis man som bruger vil se den aktuelle tekst, må man afgive en kommando, som fortæller, hvilke linjer der skal vises. Programmet ed var det første til at stille regulære udtryk til rådighed.
Den ensidige fokusering på at minimere ressourceforbruget gjorde ed anvendelig på de tidlige Unix-installationer, men nu om dage er det de færreste, der bruger programmet direkte. I nogle tilfælde bruges ed fra shell-scripts til automatisk opdatering af filer, og programmet diff kan udskrive forskelle mellem filer som en række kommandoer til ed.
Nyere tekstredigeringsprogrammer er blevet inspireret af ed. Programmet vi kan forstå ex-kommandoer og ex er baseret på ed. Edlin til DOS bruger kommandoer, som ligner dem til ed.